# Ядар
Ядар (ср. Јадар/Yadar) е регион в западна Сърбия по течението на едноименната река.
Подразделя се на:
- Горни Ядар с център Осечина и
- Долни Ядар с център Лозница.

Регионът се намира между планините Влашич, Цер, Гучево и Соколска планина. Горни Ядар е известен с мините Завлака и Бела Църква, а Долни Ядар е земеделски район и се включва към Подринието.
В началото на Първата световна война (август 1914) тук се състои битката при Цер, която е първата победа за Антантата във войната.